# Team Esbjerg
Team Esbjerg er en dansk damehåndboldklub fra Esbjerg, der siden 2004 har spillet fast i landets bedste kvindelige håndboldrække Damehåndboldligaen. Holdet trænerteam udgøres af cheftræner Tomas Axnér og assistent Christian Køhler. 
Klubbens hjemmebane har siden 2012 været i Blue Water Dokken, hvor der er plads til godt 2.549 tilskuere.

## Historie
Klubben blev dannet i 1991 som et spillerfælleskab mellem Håndboldklubben KVIK og Esbjerg Håndbold Klub (EHK). Samarbejdet fungerede så godt, at generalforsamlingen i EHK og KVIK den 3. maj 1993 vedtog at danne klubfællesskabet 'Team Esbjerg', og i forlængelse heraf blev vedtægter udarbejdet og en bestyrelse blev sammensat. Oprindelig havde klubben både et dame- og herrerseniorhold, men herreholdet blev fra 2004 lagt over i HH Esbjerg. Hvad der i dag er kendt som Ribe-Esbjerg HH, som også spiller i den bedste mandlige række i Danmark, Håndboldligaen. Begge hold startede i 3. divisionen med henholdsvis Jens Kr. Kristensen og Tommy Christensen, som cheftrænere for de to hold.
De oprykkede for første gang i Damehåndboldligaen i 1999, men nedrykkede selvsamme sæson. Efter flere år i 1. division, oprykkede de igen til landets bedste håndboldrække i 2004, hvor de siden været en fast bestanddel af ligaen. I sæsonen 2004/05 endte de som samlet 8'er med 15 point i 22 kampe og undgik dermed, med god afstand, nedrykning igen. De efterfølgende tre sæsoner, 05/06, 06/07 og 07/08 lagde holdet under nedrykningstregen, men formåede alligevel at fastholde deres plads i ligaen. Blandt holdets største profiler i 00'erne var klubikonet Lotte Haandbæk der spilelde for klubben fra 1997 til 2012. Også de to landsholdsmålvogtere fra henholdsvis Sverige og Serbien, Therese Brorsson og Katarina Tomašević, var at finde på holdkortet i årene 2006 til 2010. Klubben hentede også juli 2007, den spanske verdensstjerne Marta Mangue Gonzales. I 2009/10 sikrede klubben sig for første gang en plads i slutspillet. De nåede dog ikke semifinalen, men kvalificerede sig til finalen i DHF's Landspokalturnering 2011. Der blev holdet dog også slået i finalen mod Viborg HK i Kjellerup, med cifrene 28-33. Dermed havde klubben vundet deres første medalje, siden klubben blev dannet. Til trods havde klubben hentede endnu større stjerne til, i form af norske Kari Aalvik Grimsbø og Gøril Snorroeggen, der var med til at sikre klubbens første medalje.
Efter nogle sæsoner i toppen af ligaen, nåede de sig også finalen ved EHF Cuppen i 2014, men måtte igen tage sig til nøje med sølvet mod russiske HK Lada. Successen fortsatte dog for holdet der blev ved med at true sin position i landets bedste håndboldrække, hvilket resulterede i deres første DM-finale i 2015. Men som førhen, havde de ikke just haft medvind med at vinde finaler. De tabte samlet med 45-44, over to kampe mod FC Midtjylland Håndbold. De vandt til gengæld Super Cup'en samme år. 
Selvsamme år udviklede der sig en medie-interesseret konflikt mellem en af holdets største profiler, landsholdspiller Lotte Grigel og daværende cheftræner Lars Frederiksen. Grigels forsvar var at hun havde følt sig ignoreret og overset i holdets kampe af cheftræneren, som resultat af hendes manglende spilletid. Konfilkten havde stor mediebevågenhed og Grigel meddelte i flere omgange at hun ikke ville optræde for klubben, under ledelse af Lars Frederiksen. Grigel skiftede i november 2015, til den russiske storklub Rostov-Don.
Året efter vandt holdet endelig deres første danske mesterskab. I DM-finalen i 2016, slog de rivalerne fra FC Midtjylland Håndbold over to kampe. Første kamp endte 17–20, men holdet vendte det i anden kamp, hvor de vandt 24–19. Det var efter en dramatisk afslutning med straffekastsafgørelse hvor hollandske Estavana Polman scorede det afgørende mål. Den efterfølgende sæson optrådte klubben for første gang i EHF Champions League. Den ellers optimisme fra den forgangne sæson blev vendt, i og med Estavana Polman meddelte hendes graviditet i december 2016, hvilket viste sig som et kæmpe slag for klubben. De endte højest overraskende, uden for slutspillet i sæsonen 2016-17 og samtlige profiler forlod holdet, i sommeren 2017.
De vandt for første gang DHF's Landspokalturnering i 2017, hvor de slog København Håndbold med 31–20 og dermed sikrede endnu en titel. Klubben havde forinden hentet pokal-succesen hentet kendte stjerner som Sandra Toft, Sanna Solberg og Kristina Liščević. Ny cheftræner for klubben blev den tidligere herrelandsholdspiller Jesper Jensen, der sammen med Mette Melgaard dannede nyt trænerteam.
Fremme ved 2019 genvandt de det danske mesterskab med sejre over Herning-Ikast Håndbold, i to kampe, med cifrene 28–20 og 19–20. De var igen i finalen ved EHF Cuppen 2019, hvor de dog blev slået af ungarske Siófok KC.
Holdet blev for tredje gang kåret til danske mester i 2020, eftersom de var på ligaens førsteplads, inden coronaviruspandemiens frembud i Danmark. De blev derved endegyldigt tildelt titelen i april 2020 og en plads i EHF Champions League 2020/21.
Året efter spillede holdet sig frem til DM-semifinalerne, efter at have vundet grundspillet. DM-semifinalen tabte man dog til rivalerne fra Odense Håndbold efter to kampe. I sommeren 2021 hentede klubben den norske verdensstjerne Henny Reistad til klubben på en 2-årig aftale. I november 2021 kunne man også annoncere tilgangen af endnu en verdensstjerne, Nora Mørk.
I februar 2022 lykkedes det klubben at genvinde DHF's Landspokalturnering på hjemmebane, efter først semifinalesejr over Herning-Ikast Håndbold og senere en stor finalesejr over toprivalerne fra Odense Håndbold på hele 32-21. Selvsamme sæson nåede man DM-finalen mod Odense Håndbold, men måtte efter tre kampe se sig slået af odenseanerne. Holdet havde også, for første gang i klubbens historie, nået Final 4-stævnet i EHF Champions League, hvor man dog sluttede som nummer 4. Året efter vandt man dog Bambusa Kvindeligaen 2022-23, efter to finalesejre over Odense Håndbold og formåede igen at kvalificere sig til EHF Champions League Final 4 i Budapest. Her var man storfavorit til at vinde semifinalen mod ungarske Ferencváros TC. Alligevel skuffede holdet og tabte overraskende. Derved spillede man bronzekamp, som igen blev tabt til Győri ETO KC.
I december samme år vandt holdet endnu en gang DHF's Landspokalturnering med ti mål over Nykøbing Falster Håndboldklub i pokalfinalen.
I februar 2023 annoncerede cheftræner siden 2017, Jesper Jensen,at han stoppede i klubben fra sommeren 2024. Jensen vil i stedet fokusere mere på sit arbejde som dansk kvindelandstræner. Den svenske landstræner Tomas Axnér blev præsenteret som Jensens efterfølger.

## Resultater
- Damehåndboldligaen:
  - Guld: 2016, 2019, 2020, 2023, 2024
  - Sølv: 2015, 2022
- DHF's Landspokalturnering:
  - Guld: 2017, 2021, 2022, 2023, 2024
  - Sølv: 2011
  - Bronze: 2018
- Super Cup:
  - Guld: 2015, 2019, 2022
  - Sølv: 2016, 2018
- EHF Champions League:
  - Semifinalist: 2022, 2023
- EHF Cup:
  - Finalist: 2014, 2019

## Arena
- Navn: Blue Water Dokken
- By: Esbjerg
- Kapacitet: 3,396
- Adresse: Gl. Vardevej 82, 6700 Esbjerg

## Spillertruppen 2025/26
| Nr. | Navn                   | Nationalitet | Alder                     | Position     | I klubben siden |
| --- | ---------------------- | ------------ | ------------------------- | ------------ | --------------- |
| 4   | Michala Møller         | Danmark      | 16. februar 2000 (25 år)  | Playmaker    | 2021            |
| 7   | Tabea Schmid           | Schweiz      | 14. august 2003 (21 år)   | Stregspiller | 2025            |
| 8   | Live Rushfeldt Deila   | Norge        | 15. januar 2004 (21 år)   | Venstre back | 2023            |
| 9   | Nora Mørk              | Norge        | 5. april 1991 (34 år)     | Højre back   | 2022            |
| 11  | Rikke Iversen          | Danmark      | 18. maj 1993 (32 år)      | Stregspiller | 2023            |
| 12  | Anna Kristensen        | Danmark      | 25. oktober 2000 (24 år)  | Målvogter    | 2023            |
| 14  | Judith van der Helm    | Holland      | 13. januar 2005 (20 år)   | Venstre back | 2025            |
| 15  | Nina Koppang           | Sverige      | 21. maj 2002 (23 år)      | Højre back   | 2025            |
| 17  | Elin Hansson           | Sverige      | 7. august 1996 (28 år)    | Venstre fløj | 2024            |
| 18  | Olivia Löfqvist        | Sverige      | 13. juli 1998 (27 år)     | Stregspiller | 2025            |
| 20  | Marit Røsberg Jacobsen | Norge        | 25. februar 1994 (31 år)  | Højre fløj   | 2018            |
| 21  | Helene Kindberg        | Danmark      | 13. januar 1998 (27 år)   | Højre back   | 2025            |
| 22  | Line Haugsted          | Danmark      | 11. november 1994 (30 år) | Venstre back | 2024            |
| 24  | Sanna Solberg          | Norge        | 16. juni 1990 (35 år)     | Venstre fløj | 2017            |
| 25  | Henny Reistad          | Norge        | 9. februar 1999 (26 år)   | Playmaker    | 2021            |
| 27  | Anne Tolstrup          | Danmark      | 7. marts 1995 (30 år)     | Højre fløj   | 2022            |
| 29  | Sarah Dekker           | Holland      | 8. marts 2001 (24 år)     | Højre fløj   | 2025            |
| 38  | Mia Emmenegger         | Schweiz      | 17. januar 2005 (20 år)   | Højre fløj   | 2025            |
| 42  | Katharina Filter       | Tyskland     | 4. februar 1999 (26 år)   | Målvogter    | 2025            |

### Tranfers
| Sverige  | Olivia Löfqvist - Hentet i Storhamar HE             |
| Tyskland | Katharina Filter - Hentet i Brest Bretagne Handball |
| Schweiz  | Tabea Schmid - Hentet i København Håndbold          |
| Danmark  | Helene Kindberg - Hentet i København Håndbold       |

| Danmark | Amalie Milling - Skifter til Ikast Håndbold          |
| Danmark | Kaja Kamp - Skifter til Borussia Dortmund            |
| Danmark | Mette Tranborg - Skifter til FTC-Rail Cargo Hungaria |
| Danmark | Kathrine Heindahl                                    |
| Holland | Merel Freriks - Skifter til CSM București            |

### Sportslig ledelse
| Rolle           | Navn                     |
| --------------- | ------------------------ |
| Cheftræner      | Tomas Axnér              |
| Assistenttræner | Patrick Petersen         |
| Holdleder       | Helle Kongsbak           |
| Målvogtertræner | Rikke Poulsen            |
| Videomand       | Jes Juncker-Jensen       |
| Fysioterapeut   | Kenneth Søgaard Hansen   |
| Fysioterapeut   | Steffen Guldborg Laursen |
| Coaching        | Thomas Hylle             |

### Tidligere kendte spillere fra klubben
| - Johanna Ahlm (2013-2015) - Angelica Wallén (2010-2013) - Filippa Idéhn (2015-2017) - Jenny Alm (2015-2017) - Jessica Helleberg (2011-2013) - Anna-Maria Johansson (2009-2011) - Ulrika Toft Hansen (2015-2018) - Stine Bodholt Nielsen (2014-2016) - Sandra Toft (2017-2019) - Rikke Schmidt (2012-2014) - Lotte Grigel (2008-2015) - Maibritt Kviesgaard (2013-2018) - Rikke Zachariassen (2006-2018) - Elma Halilcevic (2017-2021) - Annette Jensen (2018-2022) - Line Jørgensen (2018-2022) - Kari Aalvik Grimsbø (2010-2015) - Siri Seglem (2007-2009) | - Emily Stang Sando (2013-2017) - Gøril Snorroeggen (2010-2013) - Betina Riegelhuth (2015-2016) - Ida Bjørndalen Karlsson (2014-2018) - Ine Stangvik (2017-2018) - Marit Malm Frafjord (2018-2022) - Marta Mangué (2007-2011) - Lara González Ortega (2016-2018) - Nerea Pena (2020-2021) - Laura van der Heijden (2014-2017) - Estavana Polman (2013-2022) - Paule Baudouin (2008-2010) - Mouna Chebbah (2008-2010) - Kelsi Fairbrother (2010-2013) - Katarina Tomašević (2007-2009) - Kristina Liščević (2017-2019) - Arna Sif Pálsdóttir (2010-2011) - Sonja Frey (2019-2021) |

## Tidligere sæsoner

### Spillere i sæsonen 2018/2019
| 1  | Danmark | Sandra Toft            |
| 6  | Sverige | Clara Monti Danielsson |
| 12 | Danmark | Rikke Marie Granlund   |
| 13 | Norge   | Marit Malm Frafjord    |
| 14 | Norge   | Kristine Breistøl      |
| 17 | Danmark | Emma Nielsen           |
| 19 | Danmark | Line Jørgensen         |
| 20 | Norge   | Marit Røsberg Jacobsen |
| 23 | Danmark | Elma Halilcevic        |

| 24 | Norge   | Sanna Solberg           |
| 25 | Island  | Rut Arnfjörð Jónsdóttir |
| 26 | Danmark | Maria Mose Vestergaard  |
| 29 | Danmark | Annette Jensen          |
| 33 | Danmark | Lene Østergaard         |
| 51 | Norge   | Vilde Ingstad           |
| 71 | Serbien | Kristina Liščević       |
| 79 | Holland | Estavana Polman         |

### Spillere i sæsonen 2017/2018
| 1  | Danmark | Sandra Toft             |
| 3  | Danmark | Mette Hjort Knudsen     |
| 4  | Danmark | Sofie Blichert-Toft     |
| 5  | Sverige | Ulrika Toft Hansen      |
| 6  | Danmark | Tove Seest              |
| 7  | Danmark | Maibritt Kviesgaard     |
| 8  | Island  | Rut Arnfjörð Jónsdóttir |
| 9  | Danmark | Rikke Zachariassen      |
| 16 | Norge   | Ine Stangvik            |
| 21 | Norge   | Ida Bjørndalen Karlsson |

| 22 | Spanien | Lara González Ortega   |
| 24 | Norge   | Sanna Solberg          |
| 26 | Danmark | Maria Mose Vestergaard |
| 33 | Danmark | Lene Østergaard        |
| 34 | Danmark | Anne Brinch-Nielsen    |
| 51 | Norge   | Vilde Ingstad          |
| 71 | Serbien | Kristina Liščević      |
| 79 | Holland | Estavana Polman        |
| 89 | Danmark | Lærke Møller           |

### Spillere i sæsonen 2016/2017
| 1  | Norge   | Emily Stang Sando     |
| 3  | Danmark | Mette Hjort Knudsen   |
| 5  | Sverige | Ulrika Toft Hansen    |
| 6  | Danmark | Tove Seest            |
| 7  | Danmark | Maibritt Kviesgaard   |
| 9  | Danmark | Rikke Zachariassen    |
| 11 | Holland | Laura van der Heijden |
| 12 | Sverige | Filippa Idéhn         |
| 15 | Sverige | Jenny Alm             |
| 16 | Danmark | Alberte Stenderup     |

| 18 | Danmark | Susanne Kastrup Forslund |
| 21 | Norge   | Ida Bjørndalen Karlsson  |
| 22 | Spanien | Lara González Ortega     |
| 26 | Danmark | Maria Mose Vestergaard   |
| 32 | Danmark | Nanna Friis-Traberg      |
| 34 | Danmark | Anne Brinch-Nielsen      |
| 51 | Norge   | Vilde Ingstad            |
| 79 | Holland | Estavana Polman          |
| 89 | Danmark | Lærke Møller             |

### Spillere i sæsonen 2015/2016
| 1  | Norge   | Emily Stang Sando     |
| 5  | Sverige | Ulrika Toft Hansen    |
| 6  | Danmark | Tove Seest            |
| 7  | Danmark | Maibritt Kviesgaard   |
| 9  | Danmark | Rikke Zachariassen    |
| 11 | Holland | Laura van der Heijden |
| 12 | Sverige | Filippa Idéhn         |

| 15 | Sverige | Jenny Alm                |
| 18 | Danmark | Susanne Kastrup Forslund |
| 19 | Danmark | Stine Bodholt Nielsen    |
| 21 | Norge   | Ida Bjørndalen Karlsson  |
| 22 | Norge   | Betina Riegelhuth        |
| 26 | Danmark | Maria Mose Vestergaard   |
| 79 | Holland | Estavana Polman          |

### Spillere i sæsonen 2014/2015
| 1  | Norge   | Emily Stang Sando     |
| 3  | Danmark | Nina Bech             |
| 4  | Danmark | Susanne Astrup Madsen |
| 6  | Danmark | Tove Seest            |
| 7  | Danmark | Maibritt Kviesgaard   |
| 9  | Danmark | Rikke Zachariassen    |
| 11 | Holland | Laura van der Heijden |
| 12 | Norge   | Kari Aalvik Grimsbø   |
| 17 | Danmark | Emily Baunsgaard      |

| 18 | Danmark | Susanne Kastrup Forslund |
| 19 | Danmark | Stine Bodholt Nielsen    |
| 21 | Norge   | Ida Bjørndalen Karlsson  |
| 22 | Sverige | Johanna Ahlm             |
| 26 | Danmark | Maria Mose Vestergaard   |
| 27 | Danmark | Emily Harbo              |
| 28 | Danmark | Rikke Krogsgaard         |
| 31 | Danmark | Sofie Svarrer Hansen     |
| 61 | Danmark | Lotte Grigel             |
| 79 | Holland | Estavana Polman          |

### Spillere i sæsonen 2012/13
| 1  | Danmark | Marie Staun       |
| 1  | Danmark | Rikke Schmidt     |
| 2  | England | Kelsi Fairbrother |
| 3  | Norge   | Gøril Snorroeggen |
| 4  | Sverige | Jessica Helleberg |
| 6  | Danmark | Tove Seest        |
| 7  | Sverige | Angelica Wallén   |
| 9  | Danmark | Rikke Zachariasen |
| 11 | Danmark | Maja Bech Hansen  |

| 12 | Norge   | Kari Aalvik Grimsbø |
| 14 | Danmark | Kirsten Balle       |
| 16 | Danmark | Mia Hansen          |
| 17 | Danmark | Nikoline Nielsen    |
| 20 | Danmark | Line Thorius        |
| 31 | Danmark | Sofie Hansen        |
| 61 | Danmark | Lotte Grigel        |

### Spillere i sæsonen 2011/12
| 1  | Danmark   | Marie Staun       |
| 2  | England   | Kelsi Fairbrother |
| 3  | Norge     | Gøril Snorroeggen |
| 4  | Danmark   | Mia Nielsen       |
| 5  | Kroatien  | Dijana Golubić    |
| 7  | Sverige   | Angelica Wallén   |
| 9  | Danmark   | Rikke Zachariasen |
| 10 | Slovakiet | Dagmar Stuaricova |

| 12 | Norge   | Kari Aalvik Grimsbø  |
| 13 | Sverige | Anna-Maria Johansson |
| 15 | Sverige | Ulrika Ågren         |
| 16 |         | Louise Johansen      |
| 17 |         | Nina Vassvik Jensen  |
| 19 | Island  | Arna Sif Pálsdóttir  |
| 33 |         | Nanna Dransfeldt     |
| 61 | Danmark | Lotte Grigel         |

### Spillere i sæsonen 2010/11
| 1 | Danmark  | Marie Staun       |
| 2 | England  | Kelsi Fairbrother |
| 3 | Norge    | Gøril Snorroeggen |
| 4 | Danmark  | Mia Nielsen       |
| 5 | Kroatien | Dijana Golubic    |
| 7 | Sverige  | Angelica Wallén   |

| 9  | Danmark   | Rikke Zachariasen    |
| 10 | Slovakiet | Dagmar Stuaricova    |
| 12 | Norge     | Kari Aalvik Grimsbø  |
| 13 | Sverige   | Anna-Maria Johansson |
| 15 | Sverige   | Ulrika Ågren         |
| 16 |           | Louise Johansen      |

| 17 |         | Nina Vassvik Jensen   |
| 19 | Island  | Arna Sif Pálsdóttir   |
| 33 |         | Nanna Dransfeldt      |
| 61 | Danmark | Lotte Grigel          |
| 99 | Spanien | Marta Mangue Gonzales |

### Spillere i sæsonen 2007/2008
| 1 | Sverige | Therese Brorsson   |
| 3 | Ukraine | Kateryna Valyushek |
| 5 | Norge   | Trine Fjelde Olsen |
| 7 | Danmark | Annette Knudsen    |
| 8 | Danmark | Lotte Haandbæk     |
| 9 | Danmark | Rikke Zachariasen  |

| 10 | Danmark | Carin Larsen       |
| 12 | Danmark | Dorthe S. Rask     |
| 13 | Danmark | Anna Bach Sørensen |
| 21 | Danmark | Louise Simonsen    |
| -  | Danmark | Stina Madsen       |

| - | Danmark | Nanna Friis           |
| - | Danmark | Karin Lund            |
| - | Spanien | Marta Mangué González |